# Liebling
Liebling é uma comuna romena localizada no distrito de Timiș, na região histórica do Banato (parte da Transilvânia). A comuna possui uma área de 82.26 km² e sua população era de 3732 habitantes segundo o censo de 2007.